# Channel 4
 (août 2018).
Channel 4 (litt. « Chaîne no 4 ») est une chaîne de télévision britannique publique et gratuite créée en 1982.

## Histoire

Logo de Channel 4 du 02 novembre 1982 au 14 octobre 1996.

La licence de diffusion est accordée par une loi votée au parlement à Channel 4, la première chaîne entièrement privée du pays. Channel 4 lance ses programmes le 2 novembre 1982 à 16:45 avec Countdown présenté par Richard Whiteley et Carol Vorderman. La marque automobile Vauxhall est le premier annonceur de la chaîne. Son premier directeur exécutif est Jeremy Isaac, précédemment directeur des programmes sur la chaîne Thames Television.
À sa création, elle est cependant une filiale de l'IBA (en) (Independent Broadcasting Authority). Cette nouvelle chaîne apparaît dans un contexte de désengagement de l'État britannique et de privatisation. Le but des autorités de contrôle de diffusion est d'implanter au niveau national une quatrième chaîne de télévision, mettant ainsi fin au duopôle des deux chaînes de la BBC (Service public), en concurrence avec la seule chaîne commerciale, ITV (née d'une restructuration d'un tissu de chaînes régionales).
En 1999, Channel 4 dépense $200 millions pour les droits de diffusion des séries Friends, Urgences, et d'autres émissions américaines pour une durée de 3 ans.
Channel 4 ne reçoit que très peu d’argent public et se finance essentiellement par la publicité, qui représente 90 % de ses revenus.
Le 4 avril 2022, la ministre de la Culture du gouvernement de Boris Johnson, Nadine Dorries, annonce la prochaine privatisation de la chaîne.

## Controverses
Le Parti conservateur envisage de réexaminer l’autorisation d’émettre de Channel 4, qu'il accuse de partialité. La chaîne avait organisé un débat entre les chefs des partis politiques sur le thème du réchauffement climatique. Le dirigeant du Parti conservateur, Boris Johnson, et celui du Parti du Brexit, Nigel Farage, avaient décidé de ne pas y prendre part. La chaîne avait alors décidé de les remplacer sur le plateau par deux sculptures de glace.

## Objectifs
Aujourd'hui, Channel 4 dépend du groupe Channel Four Television Corporation, un organisme semi-public établi en 1990, entré en fonction en 1993, après la disparition de l'IBA. La chaîne bénéficie d'une couverture quasi-intégrale du territoire du Royaume-Uni et également dans quelques pays voisins.
Son cahier des charges repose sur un mandat d'engagements auprès du service public que la chaîne continue de tenir et de respecter. Le mandat change périodiquement, il est dicté par un cadre réglementaire relatif à la diffusion-communication. Des autorités sont là pour contrôler que le mandat est bien respecté : d'abord l'Autorité indépendante de radiodiffusion (IBA), puis l'ITC (en) (Independent Television Commission), et désormais le Bureau des Communications (Ofcom).
Le mandat inclut une obligation de présenter des programmes scolaires, et un grand nombre de programmes produits en dehors du Grand Londres[source secondaire souhaitée].

## Liste de programmes

### Culture
- Tom Keating on Painters (six épisodes, 1982-1983)[7]

### Jeux / téléréalité
- Big Brother
- Boys and Girls Alone
- Celebrity Big Brother
- Countdown
- Deal or no Deal
- Hollyoaks

### Séries télévisées
- Black Books
- Black Mirror (2011-2014)
- Cape Wrath
- Dead Pixels
- Dead Set
- Derek
- Father Ted
- Glue (série télévisée)
- Humans
- My Mad Fat Diary
- Les Allumés (Spaced)
- Misfits
- Queer as Folk
- Shameless
- Skins
- The IT Crowd
- The State
- This Is England '86 et This Is England '88
- Top Boy
- Utopia

### Liste de programmes importés
- Desperate Housewives
- Friends
- Les Revenants[8] (The Returned) en français avec sous-titres anglais.
- Les Simpson
- Newport Beach (The O.C.)
- Ugly Betty

### Retransmissions sportives
En 2022, la chaine diffuse des matchs du championnat européen de rugby à XIII, la Super League.

## Audiences
|      | Janvier | Février | Mars  | Avril  | Mai   | Juin   | Juillet | Août   | Septembre | Octobre | Novembre | Décembre | Moyenne annuelle |
| ---- | ------- | ------- | ----- | ------ | ----- | ------ | ------- | ------ | --------- | ------- | -------- | -------- | ---------------- |
| 2011 | 6,8 %   | 6,6 %   | 5,9 % | 5,3 %  | 5,7 % | 5,9 %  | 6,0 %   | 5,3 %  | 5,9 %     | 5,7 %   | 5,7 %    | 5,8 %    | 5,8 %            |
| 2012 | 5,7 %   | 5,9 %   | 6,1 % | 5,7 %  | 5,4 % | 5,1 %  | 5,1 %   | 5,4 %  | 6,4 %     | 5,4 %   | 5,1 %    | 5,6 %    | 5,5 %            |
| 2013 | 5,3 %   | 5,2 %   | 5,1 % | 4,8 %  | 4,7 % | 4,6 %  | 4,4 %   | 4,9 %  | 5,3 %     | 4,9 %   | 4,7 %    | 5,2 %    | 4,9 %            |
| 2014 | 5,3 %   | 4,8 %   | 4,9 % | 4,8 %  | 4,8 % | 4,6 %  | 4,5 %   | 4,5 %  | 4,4 %     | 4,8 %   | 4,6 %    | 5,0 %    | 4,7 %            |
| 2015 | 4,9 %   | 4,6%    | 5,0 % | 5,08 % | 4,7 % | 4,85 % | 4,74 %  | 4,65 % | 4,55 %    | 4,69 %  | 4,64 %   | 5,1 %    | 4,7 %            |

Légende :
Fond vert : meilleur score mensuel de l'année.
Fond rouge : moins bon score mensuel de l'année.

## Diffusion
- Diffusion analogique : chaîne n° 4
- Diffusion numérique : Freeview: chaîne n° 4, chaîne n° 8 (Pays de Galles), chaîne n° 13 (+1)
- Diffusion satellite : Sky Digital: chaîne n° 104, chaîne n° 117 (Pays de Galles), Sky+ HD (en) : chaîne n° 138
- Diffusion cable : Naxoo, Virgin Media: chaîne n°104, chaîne n°143 (+1), Tiscali TV (en) : chaîne n° 4, UPC Ireland (en) : chaîne n° 111